# Carl Fredrik Seijerling
Carl Fredrik Seijerling, född 1770, död 1838 i Örebro, var en svensk lantmätare och akvarellist.
Han var son till teaterdirektören Carl Gottfrid Seuerling och Margareta Lindahl och bror till Charlotte Seuerling. Efter studentexamen i Uppsala blev Seijerling lantmästarelev 1787 och avlade lantmäteriexamen 1792 och var 1798–1835 kommissionslantmätare i Örebro län. Vid sidan av sitt arbete var han verksam som akvarellmålare och finns representerad vid Uppsala universitetsbibliotek.